# Pręcikowarg dźwięczny
Pręcikowarg dźwięczny (Bacillochilus xenostridulans) – gatunek pająka z rodziny ptasznikowatych. Jedyny z monotypowego rodzaju pręcikowarg (Bacillochilus). Zamieszkuje Angolę.

## Taksonomia
Gatunek ten opisany został po raz pierwszy w 2010 roku przez Richarda C. Gallona na podstawie dwóch samic odłowionych w 1905 roku. Jako miejsce typowe wskazano Catumbellę w angolskiej prowincji Benguela. 

## Morfologia
Samice osiągają od 21,6 do 24,5 mm długości ciała przy karapaksie długości od 8,4 do 10 mm i szerokości od 6,8 do 7,7 mm oraz opistosomie (odwłoku) długości od 10 do 10,5 mm i szerokości od 6,4 do 6,8 mm. Ubarwienie ciała u okazów przechowywanych w alkoholu jest jednolicie żółtobrązowe z jaśniejszymi obrączkami na odnóżach, siateczkowanym wierzchem opistosomy i ciemną linią podłużną na jej spodzie. Samiec pozostaje nieznany nauce. Część głowowa karapaksu jest słabo wyniesiona, a jego jamki mają postać głębokich, poprzecznych dołków. Oczy pary przednio-bocznej są największe, a tylno-środkowej najmniejsze. Szczękoczułki mają 8 lub 9 ząbków na przednich krawędziach rowków. Odznaczają się obecnością w częściach tylno-bocznych skopul zbudowanych z pałeczkowatych szczecinek pierzastych, przy jednoczesnym braku skopul w częściach przednio-bocznych. Liczba kuspuli na szczękach wynosi 165–190, a na wardze dolnej 48–63. Nogogłaszczki mają na powierzchniach przednio-bocznych grupę rozseparowanych szczecin kolcowatych liczniejszą niż u większości Harpactirinae. Sternum ma trzy pary owalnych sigilli położonych przykrawędziowo. Odnóża zwieńczone są parą nieząbkowanych pazurków. Samicze genitalia mają szereg długich i pozakrzywianych do wewnątrz szczecin na tylnej krawędzi tarczki epigastrycznej oraz parę spermatek zwieńczonych pojedynczym, okrągłym w przekroju płatkiem każda.

## Występowanie
Gatunek afrotropikalny, znany wyłącznie z lokalizacji typowej w Angoli.